# Рооба, Роберт
Роберт Рооба (эст. Robert Rooba; 2 сентября 1993, Таллин, Эстония) — эстонский хоккеист, крайний нападающий финского клуба  «КооКоо».

## Карьера
На взрослом уровне дебютировал в хоккее ещё в 14 лет. В этом возрасте Рооба вошёл в состав эстонской команды «Пантер». Через год перспективный нападающий уехал в Финляндию, где некоторое время выступал в различных юношеских командах клуба Эспоо Блюз. В 2012 году дебютировал за коллектив в СМ-Лиге. С сезона 2013/14 Роберт Рооба является основным хоккеистом команды. В сезоне 2020/21 эстонец стал лучшим бомбардиром клуба ЮИП и вторым снайпером финского первенства. В начале мая того же года Рооба подписал контракт с командой КХЛ «Северсталь» (Череповец).

## Сборная
Рооба прошёл все юниорские сборные своей страны. В 18 лет он дебютировал за главную национальную команду страны. С тех пор нападающий является основным её хоккеистом и одним из лидеров «балтийцев». С 2014 года — вице-капитан сборной Эстонии, в дальнейшем капитан.

## Достижения
- Победитель Хоккейной Лиги чемпионов: 2018[4].
- Бронзовый призёр СМ-Лиги: 2016/2017.

## Интересные факты
В 2008 году сыграл за сборную Эстонии по хоккею с мячом на Чемпионате мира в Москве. На тот момент ему было 14 лет. Тем самым, Рооба стал самым юным хоккеистом в истории национальной команды по бенди.